# Lassújel

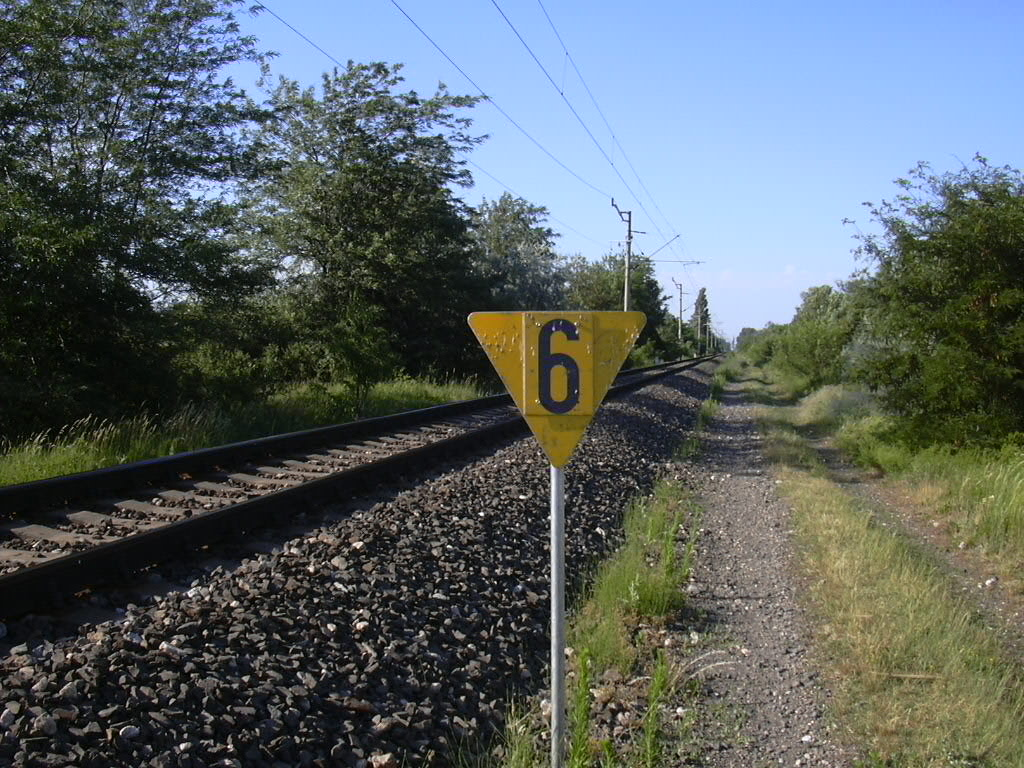
Lassújel (lassúmenet előjelző) a Cegléd–Szeged-vasútvonalon

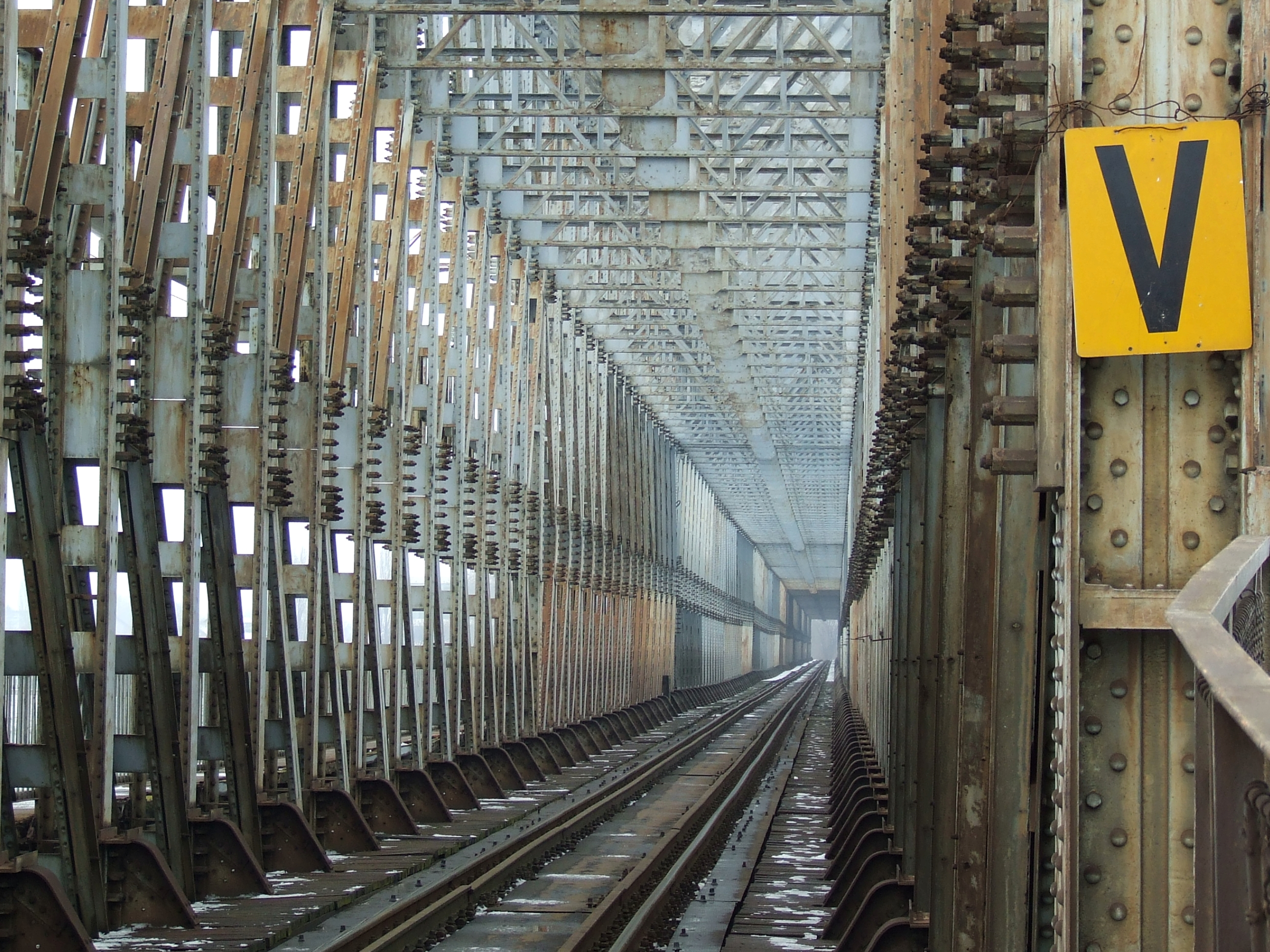
Lassújel (régi változatú lassúmenet eleje jelző) az Újpesti vasúti hídon, a 2008-as felújítás előtt

A vasúti pálya olyan szakaszait, ahol a pályára engedélyezett sebességnél kisebb sebességgel szabad közlekedni: lassújellel jelölik. A lassújel tulajdonképpen egy táblacsoportot jelent, amelyek kitűzésével jelölik a vasúti pálya mentén a lassan bejárandó pályarész elejét, végét, és mindenekelőtt a pályarész előtti fékúttávolság kezdetét. 
2010 elején a magyar vasúthálózat hosszának mintegy 40%-án volt érvényben lassújel.

## Lassúmenet előjelző

A MÁV és a GYSEV vonalain jelenleg alkalmazott lassúmenet táblák, balról jobbra haladva: lassúmenet elő-, eleje- és vége jelző

A sárga alapszínű, csúcsára állított háromszög alakú lassúmenet előjelző táblán fekete arab számmal az alkalmazható sebesség tizedértéke van feltüntetve. Így jelezhető rajta bármely egész tízes számértékű sebességkorlátozás, vagy egyes tört alakú számértékek esetén a 05 = 5 km/h, az 15 = 15 km/h, illetve a 25 = 25 km/h sebességkorlátozás.
A lassan bejárandó pályarész elejéhez legfeljebb az előjelzőn jelzett sebességgel szabad érkezni. A lassúmenet előjelzőt a lassan bejárandó pályarész elejétől számított, az adott vasútvonalon érvényes általános fékúttávolságban tűzik ki.

## Lassúmenet eleje jelző
A sárga alapszínű, téglalap alakú, fekete arab számmal a sebesség tizedértéket jelölő lassúmenet eleje jelzőtől a jelölt sebességgel lehet továbbhaladni. A lassúmenet eleje jelző tulajdonképpen megismétli az lassúmenet előjelzőn megjelölt sebességet, egyben megjelöli a lassan bejárandó pályarész elejét is.

## Lassúmenet vége jelző
A fehér alapszínű, téglalap alakú lassúmenet vége jelző tábla átlós fekete vonallal át van húzva. Jelzi a lassan bejárandó pályarész végét; a sebesség azonban csak akkor növelhető, ha szerelvény utolsó járműve, kocsija is elhaladt a jelző mellett.

## A jelzők régi változata

A MÁV és a GYSEV vonalain korábban, a BHÉV vonalakon jelenleg is alkalmazott lassúmenet táblák, balról jobbra haladva: lassúmenet elő-, eleje- és vége jelző

A korábban[mikor?] alkalmazott lassúmenet eleje jelző ugyancsak sárga alapszínű, téglalap alakú tábla volt, azonban a sebességet jelölő arab számok helyett fekete „V” betűt használtak. A korábbi lassúmenet vége jelző szintén fehér alapszínű, téglalap alakú tábla volt, azonban a fekete átló helyett fekete, fordított „V” betűt használtak.